# Richard Wilson (mathématicien)
Pour les articles homonymes, voir Richard Wilson et Wilson.
Richard Michael Wilson (aussi appelé Rick Wilson, né le 23 novembre 1945 à Gary (Indiana)) est un mathématicien, professeur émérite au California Institute of Technology.  Wilson est connu pour ses travaux en combinatoire.

## Biographie
Wilson étudie à l'université de l'Indiana, où il obtient un bachelor of scienceven 1966, suivi d'un master of science à l'université d'État de l'Ohio in 1968. Son Ph.D. est également obtenu à l'université d'État de l'Ohio en 1969, supervisé par Dwijendra Kumar Ray-Chaudhuri. 
Après 11 années à la faculté de l'université de l'Ohio, Wilson rejoint le California Institute of Technology en 1980, où il est resté pour le reste de sa carrière. Il est professeur émérite au California Institute of Technology.

## Recherche
Wilson a travaillé en combinatoire, dans le design combinatoire, la théorie des plans en blocs et les carrés latins  et  carrés gréco-latins mutuellement orthogonaux ; dans la lignée des travaux de Raj Chandra Bose, Ernest Tilden Parker (de), Sharadchandra Shankar Shrikhande, et Haim Hanani (en), également en théorie des codes et sur les systèmes de Steiner. Wilson et son directeur de thèse Dwijendra Kumar Ray-Chaudhuri, ont résolu le cas général du problème des 15 écolières de Kirkman en 1968. En 1974, il a démontré l'existence « asymptotique » de 2-designs de taille de bloc fixe. Ce travail a été récompensé par le Prix George Pólya de la SIAM en 1975, partagé avec Richard P. Stanley et Endre Szemerédi.
Wilson est connu comme coauteur, avec Jacobus H. van Lint  du manuel A course in combinatorics,.

## Publications (sélection)
Livre
- Jacobus H. van Lint et Richard M. Wilson, A course in combinatorics, Cambridge University Press, 2001, 602 p. (ISBN 978-0-521-00601-9, LCCN 2002276170, lire en ligne)

Articles
- Richard M. Wilson et Tony W.H. Wong, « Diagonal forms of incidence matrices associated witht-uniform hypergraphs », European Journal of Combinatorics, vol. 35,‎ 2014, p. 490–508 (DOI 10.1016/j.ejc.2013.06.032).
- Peter Frankl, Vojtech Rödl et Richard M. Wilson, « The number of submatrices of a given type in a Hadamard matrix and related results », Journal of Combinatorial Theory, vol. 44, no 3,‎ 1988, p. 317–328 (DOI 10.1016/0095-8956(88)90040-8)
- Jacobus H. Van Lint et Richard M. Wilson, « On the minimum distance of cyclic codes », IEEE Transactions on Information Theory, vol. 32, no 1,‎ 1986, p. 23–40 (DOI 10.1109/TIT.1986.1057134, lire en ligne)
- Peter Frankl et Richard M. Wilson, « The Erdös-Ko-Rado theorem for vector spaces », Journal of Combinatorial Theory, vol. 43, no 2,‎ 1986, p. 228–236 (DOI 10.1016/0097-3165(86)90063-4)
- Jacobus H. Van Lint et Richard M. Wilson, « Binary cyclic codes generated by mira7 », IEEE Transactions on Information Theory, vol. 32, no 2,‎ 1986, p. 283 (DOI 10.1109/tit.1986.1057166, lire en ligne)
- Paul Erdös, Joel C. Fowler, Vera T. Sós et Richard M. Wilson, « On 2-Designs », Journal of Combinatorial Theory, vol. 38, no 2,‎ 1985, p. 131–142 (DOI 10.1016/0097-3165(85)90064-0)
- Richard M. Wilson, « The exact bound in the Erdös-Ko-Rado theorem », Combinatorica, vol. 4, no 2,‎ 1984, p. 247–257 (DOI 10.1007/BF02579226)
- Ronald D. Baker, Jacobus H. Van Lint et Richard M. Wilson, « On the Preparata and Goethals codes », IEEE Transactions on Information Theory, vol. 29, no 3,‎ 1983, p. 342–344 (DOI 10.1109/TIT.1983.1056675, lire en ligne)
- Richard M. Wilson, « Inequalities for t Designs », Journal of Combinatorial Theory, vol. 34, no 3,‎ 1983, p. 313–324 (DOI 10.1016/0097-3165(83)90065-1)
- Peter Frankl et Richard M. Wilson, « Intersection theorems with geometric consequences », Combinatorica, vol. 1, no 4,‎ 1981, p. 357–368 (DOI 10.1007/BF02579457)
- Ronald D. Baker et Richard M. Wilson, « Nearly Kirkman triple systems », Utilitas Mathematica, vol. 11,‎ 1977, p. 289–296 (zbMATH 0362.05030)
- Richard M. Wilson, « Constructions and uses of pairwise balanced designs », dans M. Hall Jr. et J. H. van Lint (éditeurs), Combinatorics ; proceedings of the NATO Advanced Study Institute held at Nijenrode Castle, Breukelen, The Netherlands 8–20 July 1974, Springer-Verlag, 1975 (ISBN 978-94-010-1828-9, DOI 10.1007/978-94-010-1826-5_2), p. 19–42
- Richard M. Wilson, « Graph puzzles, homotopy, and the alternating group », Journal of Combinatorial Theory, vol. 16, no 1,‎ 1974, p. 86–96 (DOI 10.1016/0095-8956(74)90098-7)
- Richard M. Wilson, « Concerning the number of mutually orthogonal latin squares », Discrete Mathematics, vol. 9, no 2,‎ 1974, p. 181–198 (DOI 10.1016/0012-365X(74)90148-4)
- Jean Doyen et Richard M. Wilson, « Embeddings of Steiner triple systems », Discrete Mathematics, vol. 5, no 3,‎ 1973, p. 229–239 (DOI 10.1016/0012-365X(73)90139-8)
- Richard M. Wilson, « An existence theory for pairwise balanced designs I. Composition theorems and morphisms », Journal of Combinatorial Theory, vol. 13, no 2,‎ 1972, p. 220–245 (DOI 10.1016/0097-3165(72)90028-3)
- Richard M. Wilson, « An existence theory for pairwise balanced designs II. The structure of pbd-closed sets and the existence conjectures », Journal of Combinatorial Theory, vol. 13, no 2,‎ 1972, p. 246–273 (DOI 10.1016/0097-3165(72)90029-5)
- Richard M. Wilson, « An existence theory for pairwise balanced designs III: Proof of the existence conjectures », Journal of Combinatorial Theory, vol. 18, no 1,‎ 1975, p. 71–79 (DOI 10.1016/0097-3165(75)90067-9)